# Angry Birds (jogo eletrónico)
Angry Birds é um jogo eletrônico de quebra-cabeça desenvolvido pela desenvolvedora finlandesa de jogos: Rovio Entertainment, este foi o primeiro jogo da série de jogos de Angry Birds. Inspirado principalmente por um esboço de pássaros desenhados sem asas, o jogo foi lançado para iOS e Maemo em 11 de dezembro de 2009. Desde então, mais de 12 milhões de cópias do jogo foram compradas para iOS na App Store, o que levou a empresa a projetar versões do jogo para outras plataformas móveis, principalmente para as plataformas Android, Symbian, Windows Phone e BlackBerry 10. Desde então, a série se expandiu para incluir jogos para consoles de videogame e para PCs e jogos online de navegador. A sequela do jogo chamada Angry Birds 2 foi lançada em 30 de Julho de 2015.
No jogo, os jogadores usam um estilingue para lançar pássaros em porcos localizados em torno de várias estruturas, com o objetivo de eliminar todos os porcos do nível. Ao longo do jogo é possível desbloquear novos tipos de pássaros e alguns deles tem habilidades especiais que podem ser ativadas pelo jogador, ao clicar na tela. Rovio Entertainment também lançou no jogo Angry Birds, inúmeras atualizações gratuitas que incluem novos níveis.
Angry Birds tem sido elogiado por seu sucesso por ter uma combinação de jogabilidade viciante, estilo cômico e preço baixo. A popularidade do jogo, levou a várias outros jogos baseados na franquia Angry Birds, a venda de produtos com a caracterização de seus personagens e até mesmo planos para um longa-metragem e série de televisão. A partir de Janeiro de 2014, o jogo foi baixado mais de 2 bilhões de vezes, incluindo as edições regulares e especiais do software, o jogo tem sido chamado de "um dos jogos mais tradicionais lançados no momento", "um dos maiores sucessos de 2010"  e "a aplicação móvel mais bem sucedida de todos os tempos, visto até agora".

## Jogabilidade
Em Angry Birds, o jogador controla vários tipos de pássaros que estão tentando recuperar seus ovos, que foram roubados por um grupo de porcos verdes famintos. Em cada nível do jogo, os porcos inimigos estão protegidos por estruturas feitas de vários materiais como madeira, vidro e pedras. O objetivo do jogo é eliminar todos os porcos que estão no nível. Usando um estilingue, os jogadores devem lançar um conjunto limitado de aves, com o objetivo de golpear os porcos inimigos diretamente ou danificando suas estruturas, fazendo com que os blocos entrem em colapso e esmaguem os porcos. O jogador deve definir o ângulo e a força do arremesso de cada pássaro, puxando o estilingue para trás. Em vários níveis do jogo, objetos adicionais como caixas de TNT e rochas são incorporadas nas estruturas e power-ups podem ser usados para melhorar os pássaros e atacar melhor os porcos de difícil alcance.
Existem vários tipos diferentes de pássaros que podem ser utilizados no jogo, que se distinguem pela sua cor e pela sua forma. Nos primeiros níveis apenas o pássaro vermelho (Red) está disponível. Ao longo do jogo, novos pássaros se tornam disponíveis, alguns destes pássaros são eficazes contra matériais específicos e alguns deles tem habilidades especiais que podem ser ativadas pelo jogador, enquanto o pássaro está no ar. Por exemplo, o pássaro amarelo (Chuck) acelera, um pássaro azul (Azuis ou Jim, Jake e Jay) se divide em três aves, um pássaro preto (Bomba) explode, uma ave branca (Matilda) pode arremessar uma bomba em forma de ovo, uma ave rosa (Stella) coloca objetos dentro de bolhas coloridas, um pássaro verde (Hal) pode voltar como um bumerangue, um pássaro laranja (Bubu) que expande e infla e um pássaro vermelho-escuro (Terêncio) que tem super-força. Os porcos também variam, com resistência em relação ao seu tamanho. Porcos pequenos são mais fracos e podem ser facilmente derrotados por ataques diretos ou danificando as estruturas, enquanto os porcos maiores são capazes de resistir a mais danos antes de serem derrotados. Além disso, alguns porcos usam chapéus e armaduras, tornando-os ainda mais resistentes a danos.
Cada nível começa com uma quantidade, tipo e ordem de aves pré-determinadas. Se todos os porcos forem eliminados após o arremesso do último pássaro, o nível é concluído e o próximo nível é desbloqueado. Se nem todos os porcos forem eliminados, o nível é incompleto e deverá ser repetido. Os pontos são marcados a cada dano causado nas estruturas, porcos eliminados e pontos bônus são concedidos a cada ave não utilizada. Ao completar cada nível, os jogadores recebem uma, duas ou três estrelas, dependendo de sua pontuação. Os jogadores também podem voltar a jogar em um nível, quantas vezes quiser, para completar com sucesso e ganhar pontos adicionais ou mais estrelas.

## Episódios
| #  | Capítulos | Nome                  | Data de Lançamento      |
| -- | --------- | --------------------- | ----------------------- |
| 1  | 1 - 3     | Poached Eggs          | 11 de dezembro de 2009  |
| 2  | 4 - 5     | Mighty Hoax           | 11 de fevereiro de 2010 |
| 3  | 6 - 8     | Danger Above          | 11 de abril de 2010     |
| 4  | 9 - 11    | The Big Setup         | 18 de julho de 2010     |
| 5  | 12 - 14   | Ham 'Em High          | 23 de dezembro de 2010  |
| 6  | 15 - 17   | Mine and Dine         | 16 de junho de 2011     |
| 7  | 18 - 20   | Birdday Party         | 11 de dezembro de 2011  |
| 8  | 21 - 23   | Bad Piggies           | 9 de outubro de 2012    |
| 9  | 24 - 25   | Red's Mighty Feathers | 3 de julho de 2013      |
| 10 | 26 - 28   | Short Fuse            | 26 de novembro de 2013  |
| 11 | 29        | Flock Favorites       | 22 de julho de 2014     |
| 12 | 30        | BirdDay 5             | 11 de dezembro de 2014  |
| S  | 31        | Surf and Turf         | 20 de março de 2012     |
| G  | 32        | Golden Eggs           | 6 de abril de 2010      |

## História
O malvado Rei Porco roubou os ovos do bando dos Angry Birds, liderados por um pássaro vermelho chamado Red. O rei enviou seus porcos para entrarem no meio do caminho dos pássaros, que estão em busca de seus filhos. Para a proteção dos porcos, o rei conseguiu protegê-los por uma espécie de castelo de vários materiais, como madeira, vidro, e pedras. Mas o grupo está preparado com um estilingue, que os arremessa até a proteção dos porcos, e assim destruindo-a.

## Personagens
- Red - Contribuição na destruição (Red é o líder do bando).
- Chuck - Super velocidade (melhor com madeira).
- Azuis ou Jim, Jake e Jay - Multiplicação em três (melhor com vidro).
- Bomba - Explosão (recomendado para pedra).
- Matilda - Atirar ovos.
- Terêncio - Super-força.
- Hal - Vai girando e volta ao contrário como um bumerangue (em Angry Birds Go!, seu poder é criar um furacão).
- Bubu - Inflar o corpo.
- Stella - Criar bolhas que fazem itens flutuarem (em Angry Birds Stella ela da uma investida que pode ricochetear).
- Mega Águia  - Destruição Total, mas não aparece na versão do Windows 7.

## Prêmios
Em fevereiro de 2010 Angry Birds foi nomeado para "Best Casual Game" no 6º International Mobile Gaming Awards em Barcelona. Em setembro de 2010 Angry Birds foi premiado pela IGN como melhor jogo de sempre para iPhone. Em abril de 2011 ganha os prêmios de "Best Game App" e "App of the Year" no Appy Awards no Reino Unido. Na 15ª edição da Webby Awards ganha o "Best Game for Handheld Devices".